# Carpilioidea
Carpilioidea is een superfamilie van krabben en een enkele recente familie en drie fossiele: 

## Familie
- Carpiliidae Ortmann, 1893

### Uitgestorven
- Paleoxanthopsidae † Schweitzer, 2003
- Tumidocarcinidae † Schweitzer, 2005
- Zanthopsidae † Vía, 1959